# Bereźnica (rejon stryjski)
Bereźnica (ukr. Бережниця) – wieś na Ukrainie, w rejonie stryjskim obwodu lwowskiego. Wieś liczy 621 mieszkańców.

## Historia
19 września 1890 na podstawie uchwały Sejmu Krajowego Galicji staraniem Wydziału Krajowego wspartego ofiarnością hr. Jiliana Brunickiego została otwarta Krajowa niższa szkoła w Bereźnicy.
Za II Rzeczypospolitej do 1934 samodzielna gmina jednostkowa. Następnie należała do zbiorowej wiejskiej gminy Bratkowce w powiecie stryjskim w woj. stanisławowskiem. W dniach 12–17 września we wsi znajdowała się Kwatera Główna Grupy „Stryj”.
W II Rzeczypospolitej wieś w powiecie stryjskim województwa stanisławowskiego. W kwietniu 1944 nacjonaliści ukraińscy z OUN-UPA zamordowali tutaj 22 Polaków.
Po wojnie wieś weszła w struktury administracyjne Związku Radzieckiego.